# HJ Lim
Pour les articles homonymes, voir Lim.
HJ Lim est une pianiste sud-coréenne. En 2012, elle fait paraître le coffret Beethoven : Les Sonates pour piano. 

## Biographie
HJ Lim est née en 1986 en Corée du Sud. Elle quitte son pays à l'âge de 12 ans pour la France, avant de s'établir en Suisse,. Elle est formée en France, notamment à Paris au conservatoire national supérieur de musique auprès du pianiste Henri Barda, et de Marc Hoppeler.
La jeune pianiste gagne en popularité sur le site de partages vidéo YouTube, grâce auquel elle pouvait communiquer fréquemment avec ses parents restés en Corée du Sud. Le 21 mai 2012, elle fait paraître le coffret Beethoven : Les Sonates pour piano, enregistré entre juillet et août 2011. L'album est distribué par EMI Group, et très largement médiatisé sur Facebook.
À la suite de la sortie de ce coffret, elle joue avec de nombreux orchestres et donne des récitals en Europe, à New York, à Tokyo, à Séoul, et à São Paulo, entre autres,.

## Discographie
- Beethoven : Les Sonates pour piano (Coffret 8 CD), Warner Classics, 2012
- Ravel/Scriabin, Warner Classics, 2014